# Alternanthera boliviana
Alternanthera boliviana är en amarantväxtart som beskrevs av Henry Hurd Rusby. Alternanthera boliviana ingår i släktet alternanter, och familjen amarantväxter. Inga underarter finns listade i Catalogue of Life.